# Región de Finlandia Central
Finlandia Central (en finés: Keski-Suomi; en sueco: Mellersta Finland) es una región de Finlandia. Comparte límites territoriales con las regiones de Päijänne Tavastia, Pirkanmaa, Ostrobotnia Central, Ostrobotnia del Sur, Ostrobotnia del Norte, Savonia del Sur y Savonia del Norte.

## Subdivisiones
Desde 2021 comprende 22 municipios (en negrita las seis ciudades):
- Hankasalmi
- Joutsa
- Jyväskylä
- Jämsä
- Kannonkoski
- Karstula
- Keuruu
- Kinnula
- Kivijärvi
- Konnevesi
- Kyyjärvi
- Laukaa
- Luhanka
- Multia
- Muurame
- Petäjävesi
- Pihtipudas
- Saarijärvi
- Toivakka
- Uurainen
- Viitasaari
- Äänekoski